# 一職支配
一職支配（いっしきしはい）とは、安土桃山時代の政治支配体制である。
大きく2つに分類される
1. 脇田修が提唱した織田政権の領域支配形態
2. 太閤検地による中世荘園制における重層的権利関係の撤廃

## 織田政権
国あるいは郡を一単位として、織田信長から軍団を率いる配下の武将たちに付与された知行支配権。信長は令制国の支配にあたり、国衆など国内に存在する既存の勢力に対して服属を迫り、服属の暁には従来通りの既得権益を知行として安堵した。